# Thalenessa imthurni
Thalenessa imthurni är en ringmaskart som beskrevs av Hornell in Herdman 1903. Thalenessa imthurni ingår i släktet Thalenessa och familjen Sigalionidae. Inga underarter finns listade i Catalogue of Life.